# Gravesend Grammar School
Pour les articles homonymes, voir GGS.
Gravesend Grammar School (GGS) est une école secondaire publique, fondée en 1893, dans la paroisse de Milton à Gravesend dans le Kent.
L'entrée se fait entre 11 et 18 ans ; la plupart des enfants y entrent à l'âge de 11 ans et un moins grand nombre y entre pour les deux dernières années, soit à 16 ans. 
Alumni comprennent Sir Derek Barton, Sir Richard Southwood, Sqn Ldr Robert Palmer VC et l'évêque Tony Porter.
À l'occasion, enthousiastes de l'enseignement tels que le député Adam Holloway assistent.

## Voir aussi

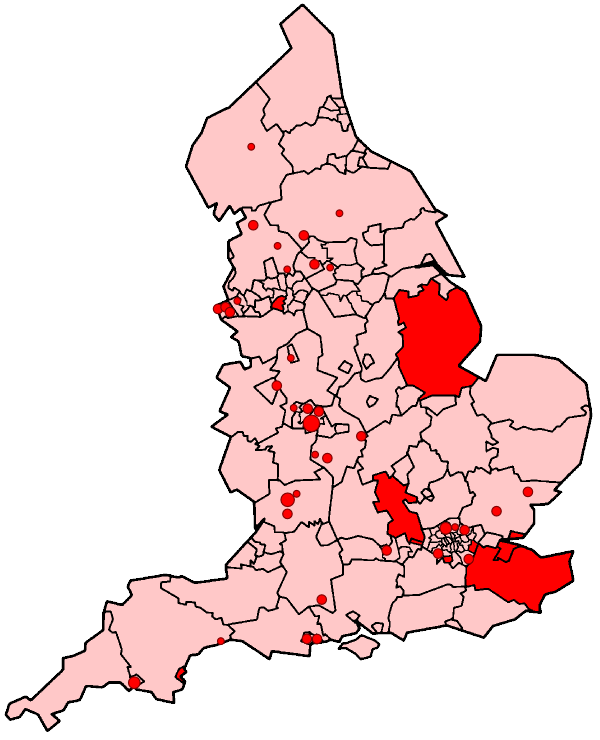
Répartition des Grammar Schools en Angleterre (1998).